# Melicope denhamii
Espèce
Classification phylogénétique
Synonymes
- Aralia quercifolia B.S.Williams
- Dizygotheca quercifolia (B.S.Williams) N.Taylor
- Euodia quercifolia (B.S.Williams) Ridl.
- Euodia amboinensis Merr.
- Evodia albiflora C.T.White
- Evodia amboinensis Merr.
- Evodia asteridula Merr. & L.M.Perry
- Evodia dallmannensis Kurata
- Evodia elegans Sander
- Evodia gjellerupii Lauterb.
- Evodia incisifolia Bakh.f.
- Evodia kajewskii Guillaumin
- Evodia lamprocarpa K.Schum.
- Evodia nitida Lauterb.
- Evodia papuana Merr. & L.M.Perry
- Evodia ponapensis Kaneh. & Hatus.
- Evodia quercifolia (B.S.Williams) Ridl.
- Evodia radlkoferiana Lauterb.
- Evodia ridleyi Hochr.
- Evodia schullei Warb.
- Evodia simulans Merr. & L.M.Perry
- Evodia subcaudata Merr.
- Evodia tenuistyla Stapf[1]
- Picrasma denhamii Seem. - Basionyme[2]

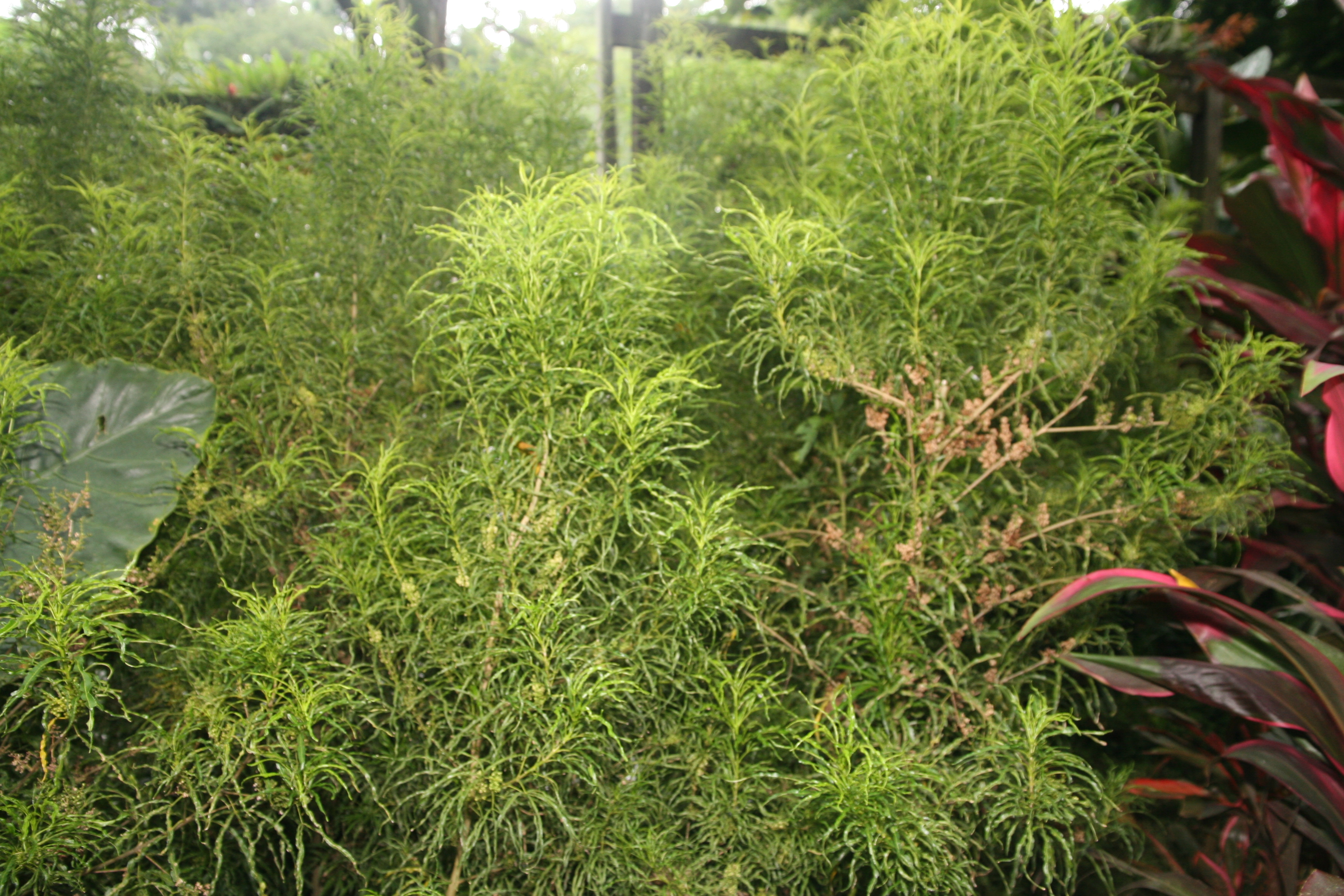
Melicope denhamii en culture.

Melicope denhamii est une espèce de plantes à fleurs de la famille des Rutaceae (famille des agrumes). Son nom rend hommage à Henry Mangles Denham, capitaine dans la Royal Navy au XIXe siècle.

## Description
Melicope denhamii est un arbre ou arbuste pouvant croître jusqu'à une hauteur de 25 mètres. Ses capsules sphériques mesurent environ 0,3 centimètre de long.

## Distribution et habitat
Melicope denhamii est originaire du Sud-Est asiatique, dans une région allant de l'île de Bornéo, aux Philippines et jusqu'à Fidji,. À Sabah (nord de Bornéo) on le rencontre naturellement dans les forêts et les marécages depuis le niveau de la mer jusqu'à 950 mètres d'altitude.

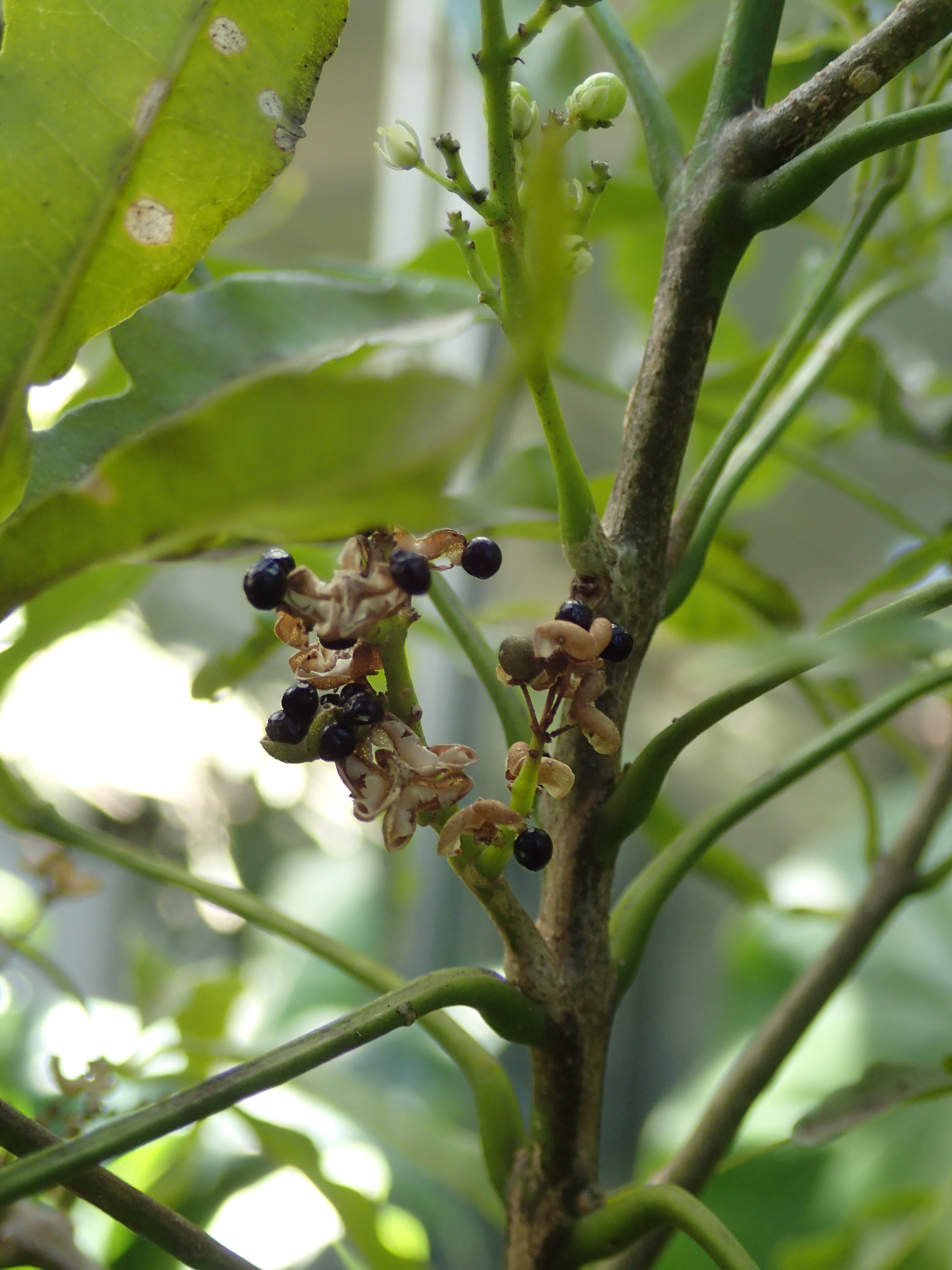
Fruits de Melicope denhamii en culture à Cayenne.
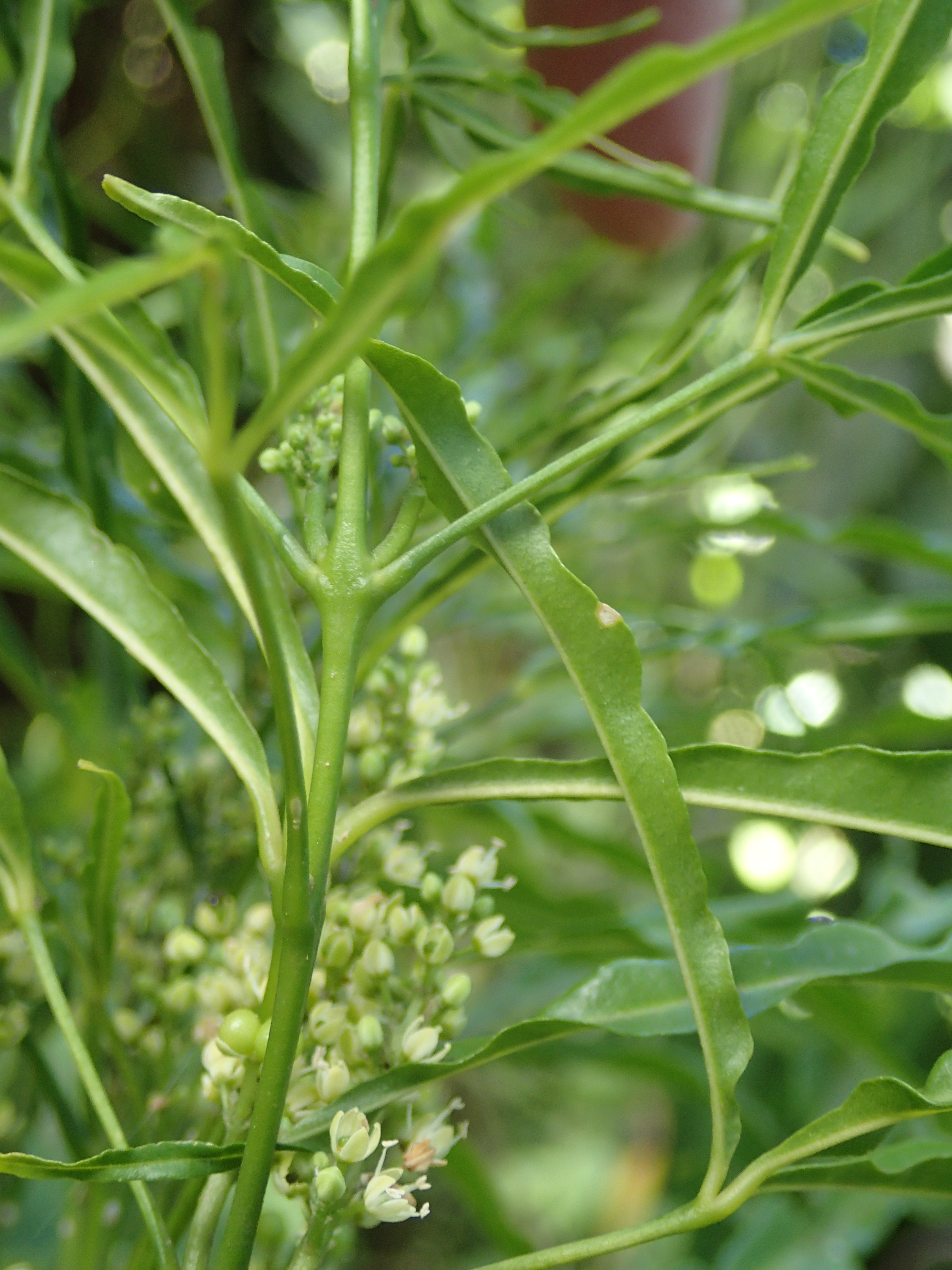
Détail de Melicope denhamii en culture à Cayenne.